# سوان (تنسی)
سوان(به انگلیسی: Sewanee) شهری در ایالت تنسی کشور ایالات متحده آمریکا است که جمعیت آن در سرشماری سال ۲۰۱۰ میلادی، ۲٬۳۱۱ نفر بوده‌است.